# Digitales Sammelkartenspiel
Ein digitales Sammelkartenspiel (englisch Digital Collectible Card Game, DCCG) oder Online-Sammelkartenspiel (engl.: Online Collectible Card Game, OCCG) ist ein Computerspiel, das online oder als eigenständiges Programm gespielt wird und physische Sammelkartenspiele (CCG) imitiert. Viele DCCGs sind eine Art digitales Tischspiel und folgen den traditionellen Kartenspielregeln, während einige DCCGs Alternativen für Karten und Spielbretter verwenden. Ursprünglich waren DCCGs Nachbildungen des physischen Gegenstücks eines CCGs, aber viele neue DCCGs haben auf eine physische Version verzichtet und werden ausschließlich als Videospiel veröffentlicht.

## Beschreibung
Die Engine verwaltet alle Regeln eines CCG, wie z. B. die Überwachung der Gesundheit des Avatars, das Entfernen beschädigter Kreaturen vom Spielbrett und das Mischen von Decks, wenn nötig. Die Spiele werden auf Servern gehostet, um die Bibliothek des Spielers und den Kauf von Boosterpacks und zusätzlichen Karten entweder im Spiel oder mit echtem Geld zu verwalten. Bei einigen Spielen wie Chaotic, Bella Sara und MapleStory können Online-Spieler einen einzigartigen alphanumerischen Code eingeben, der sich auf jeder physischen Karte befindet, um die Karte in der Online-Version einzulösen oder auf andere Funktionen zuzugreifen. In anderen Fällen wurden auch primär Einzelspielerspiele entwickelt, die auf dem vorhandenen physischen Eigentum basieren, wie die Game-Boy-Color-Version des Pokémon Trading Card Game und Magic: The Gathering - Duels of the Planeswalkers.
Die meisten DCCGs folgen den Regeln, die für die physische Versionen der Sammelkartenspiele existieren, und werden einfach im virtuellen Raum gespielt. Einige Spiele wie Hearthstone: Heroes of Warcraft haben jedoch Gameplay-Elemente, die in einem realen Spiel unpraktisch oder unmöglich wären, im digitalen Spiel aber problemlos umgesetzt werden können.

## Bekannte Spiele
- Pokémon Trading Card Game
- Yu-Gi-Oh!
- Magic: The Gathering Arena
- Mega Man Battle Chip Challenge
- Kantai Collection
- Hand of Fate
- Forced: Showdown
- Card Hunter
- Gwent: The Witcher Card Game
- The Elder Scrolls: Legends